# Harddisken
Harddisken var et radioprogram på DR P1 om IT, teknologi og lignende emner.
Harddisken skriver om programmet:
| Citat | Teknologi er en væsentlig faktor i udviklingen og vores færd mod fremtiden. Harddisken forsøger at forklare de konkrete teknologiske udviklinger og deres konsekvenser for kulturen, samfundet og hverdagen. Harddisken ser på informationssamfund, digitale drømme og virtuelle visioner. | Citat |
|       | |       |

Harddisken sendtes første gang 9. januar 1994 som blev sendt hver uge indtil den 30. juni 2017. Programmet varede først to timer, men blev skåret ned til 90 minutter og fra 1. januar 2008 til 57 minutter. Også sendetidspunkterne har skiftet gennem tiden.
Harddisken blev skabt af Hanne Møller, Henrik Føhns og Anders Kjærulff Christensen og har haft en lang række fastansatte medarbejdere og freelancere.
Christian Høyer Pedersen, Malene Arnfred, Jens Poder, Nick Dunkerley, Carsten Nielsen, Michael Førster Christophersen, Henrik Moltke og Anders Høeg Nissen og Chris Lehmann har været værter på programmet, mens blandt andre Stine Kirstein, Henrik Kellberg, Mike Lippert, Dorte Dalgaard, Rasmus Visby m.fl. har lavet indslag.
Band Ane har komponeret Harddiskens kendingsmelodi og programmets jingler. 
I 2014 vandt de DR's Kryger-prisen for deres programvirksomhed.
Den sidste udsendelse samler op på indslag gennem programmets historie og giver et fantastisk overblik over periodens digitale teknologiske udvikling.